# Alfonso Izquierdo Bustamante
Alfonso Rolando Izquierdo Bustamante (Tabasco, 14 de octubre de 1953 - 8 de diciembre de 2011), fue un político mexicano, miembro del Partido Revolucionario Institucional, fue diputado federal en la LX Legislatura del Congreso de la Unión de México, proveniente de Tabasco, adquirió notabilidad nacional cuando su organización, la Fundación Carlos Madrazo lanzó promocionales televisivos a nivel nacional en promoción implícita a Roberto Madrazo.
Licenciado en Derecho, en cargos partidistas ha sido, Consejero Político Nacional del PRI, Consejero Político del PRI en el Distrito Federal, Consejero Político Estatal Tabasco, Secretario Adjunto del Comité Ejecutivo Nacional, Consejero Político Municipal, Asesor del candidato Roberto Madrazo a la Gubernatura del Estado de Tabasco, Asesor de la Presidencia del Comité Directivo Estatal de Tabasco, Subsecretario de Organización del Comité Ejecutivo Nacional, Director de la Escuela Nacional de Cuadros Políticos del PRI, Delegado especial del CEN en Macuspana, Tabasco, Director del área de la Secretaría adjunta de políticas para la juventud del CEN, Director de área de la Secretaría de Promoción y Gestoría del CEN, Subdirector jurídico del Comité Directivo del Distrito Federal, Secretario de Acción electoral de la Federación de Organizaciones Populares del Distrito Federal, Secretario adjunto a la presidencia para la Sociedad Civil y las Organizaciones no Gubernamentales del PRI. 
Presidente de la Fundación Carlos Madrazo. 
Falleció el 8 de diciembre de 2011, en la ciudad de Villahermosa, Tabasco, en el Hospital Juan Graham Casasus.
Parte de sus familiares se encuentran en Villahermosa, Tabasco y en Acapulco, Guerrero